# Edmond Privat
Edmond Théophile Privat (Genebra, 17 de agosto de 1889 – Rolle, Vaud, 28 de agosto de 1962) foi um jornalista e historiador suiço, desde 1934 professor de Língua Inglesa em Tessino, de 1945 até a sua aposentadoria em 1959, foi professor de Língua anglo-saxônica e Literatura na Universidade de Neuchâtel.

## Biografia
Estudos clássicos em Genebra e Paris conferiram-lhe o título de doutor em Literatura. Em 1903 aprendeu o esperanto e juntamente com Hector Hodler fundaram um jornal chamado "Juna Verkisto" que em português significa "Jovem Escritor".
Trabalhou muito pelo esperanto, viajando por vários países para fazer propaganda do idioma, e além disso, foi presidente da Associação Universal de Esperanto (em esperanto, Universala Esperanto-Asocio, UEA) além de redator da revista mensal "Esperanto" que é publicada até hoje.
Como divulgador e defensor do idioma, apresentou o esperanto à então Liga das Nações tendo a mesma recomendado o seu uso nas escolas, comércio, ciências, turismo, etc.
No terreno da literatura esperantista, sua contribuição foi grande: escreveu um livro sobre a vida de Ludwik Lejzer Zamenhof  ("Vivo de Zamenhof") além de outro referente à história do esperanto e o movimento esperantista de 1887 até 1927 ("Historio de la Lingvo Esperanto"). Escreveu originalmente em esperanto, além das já citadas obras, poemas, contos e dramas.

## Obras selecionadas
- Karlo (legolibro, 1909)
- Ĉe l' koro de Eŭropo (1909)
- Kursa lernolibro (1909)
- Vivanta lingvo de vivanta popolo (1910)
- Du paroladoj (esperantismo, 1911)
- Pri esperanta literaturo (1912)
- Tra l' silento (originalaj poemoj, 1912)
- Ginevra (originala dramo, 1913)
- Historio de Esperanto (du volumoj, 1912, 1927)
- Vivo de Zamenhof (1920)
- Esprimo de sentoj en Esperanto (1931)
- Interpopola konduto (filozofio, 1934)
- Federala sperto (1958)
- Junaĝa verkaro (1960)